# Sally (Cars)
Sally Carrera es una automóvil de la película animada por Pixar Cars. Ella es la abogada de Radiador Springs también es el interés amoroso del Rayo McQueen. La voz original es interpretada por la actriz Bonnie Hunt.

## Fondo
En la película, Sally es propietaria del Cozy Cone Motel, una cancha turística recientemente renovada de diseño similar a un Wigwam Motel en Holbrook, Arizona, pero con cada habitación de motel individual construida como un cono de tráfico de gran tamaño. Ella tiene conos en toda su tienda, por dentro y por fuera; incluso las lámparas, jardineras y despertadores siguen el tema. La iluminación de neón en el Cozy Cone, uno de los primeros esfuerzos históricos de restauración en Radiator Springs, muestra el eslogan "100% Refrigerated Air" del U.S. historic Route 66 Blue Swallow Motel de Tucumcari.
Una vez fue una exitosa abogada de California pero, infeliz, decidió dejar el estado para establecerse en la pequeña ciudad de los Estados Unidos en la Ruta 66.
 

"Es muy simple. Yo era abogada en Los Angeles. vivía en la vía rápida y bueno, esa era mi vida. ¿Y sabes qué? Nunca Me Sentí feliz. Así que me fui de California. Sólo conduje y conduje y finalmente Me Descompuse aquí. El doctor me arregló, Flo me acogió. Bueno, todos lo hicieron. Y nunca me fui."
Sally Carrera, Cars

Sally es un Porsche 911 Carrera 2002 en una distancia entre ejes ligeramente acortada y tiene un tatuaje de rayas en la espalda. Pixar inicialmente había querido un Porsche clásico para el papel, pero fueron convencidos por Bob Carlson en Porsche para convertirla en la última modelo. Los animadores, modeladores y equipos de sonido de Pixar obtuvieron acceso a vehículos reales de la serie Porsche 911 para crear meticulosamente un Sally animado que se ve, se mueve y responde de manera similar al automóvil original.
 

"Es el cuerpo más bonito que he tenido en la película. Te lo digo, es un lujo. Realmente pensé que me iban a elegir como un Buick.
Bonnie Hunt al ser Sally, un Porsche

Según el director John Lasseter. "Sally es el único coche muy moderno en la ciudad de Radiador Springs. Es MUY alta y hermosa. Es interesante que la gente en su mayoría piense en un Porsche como un coche poderoso y un tipo, pero las líneas de un Porsche son tan hermosas que encajan perfectamente para el personaje de Sally".
Su personaje está inspirado en Dawn Welch del histórico Rock Café en la Ruta 66 de los Estados Unidos en Oklahoma, una defensora de la promoción y restauración de Stroud, Oklahoma después de que la ciudad había sido desviada por la autopista Turner Turnpike y muy dañada por un tornado F3 de 1999. Welch había viajado durante mucho tiempo a través del país promoviendo la Ruta 66 y reuniendo apoyo para mantenerla viva. Al igual que Sally, Dawn Welch era relativamente recién llegada a la Ruta 66 de los Estados Unidos, habiendo dejado la industria de viajes para comprar el Rock Café en 1993 e inscribirlo en el Registro Nacional de Lugares Históricos en 2001. Originalmente, Sally iba a ser un Ford Mustang, pero los animadores de Pixar encontraron que la gran parrilla se parecía demasiado a un bigote.
 

Su personaje está inspirado en Dawn Welch del histórico Rock Café en la Ruta 66 de los Estados Unidos en Oklahoma, un defensor de la promoción y restauración de Stroud, Oklahoma de que la ciudad tiene sido desviada por la autopista Turner Turnpike y muy tonto por un tornado F3 de 1999. Welch había viajado mucho tiempo a través del país promoviendo la Ruta 66 y reuniendo apoyo para mantenerla viva. Al igual que Sally, Dawn Welch es un relativamente recién llegado a la Ruta 66 de los Estados Unidos, dejado la industria de viajes para comprar el Rock Café en 1993 y enumerlo en el Registro Nacional de Lugares Históricos en 2001. Originalmente, Sally iba a ser un Ford Mustang, pero los animadores de Pixar encontraron que la gran parrilla se parecía demasiado un intolerante.
Jonas Rivera, jefe de producción de Pixar para Cars

## Personaje
Sally es fundamental para convencer al juez local de que ordene a McQueen que repare la calle principal de la ciudad, una sección de la ahora desviada Ruta 66 de los Estados Unidos, como una obligación de servicio comunitario tras su condena en un tribunal de tráfico. Sally a menudo llama a Rayo McQueen "Letritas", al principio debido a sus faros falsos y más tarde como un apodo amistoso. Su deseo de que McQueen se quede para ayudar en la reconstrucción de la ciudad la pone en desacuerdo con la intransigencia de Doc de que "lo quiero fuera de mi sala. ¡Lo quiero fuera de nuestra ciudad!", motivado por su deseo de romper todos los lazos con una comunidad de carreras que una vez lo abandonó.

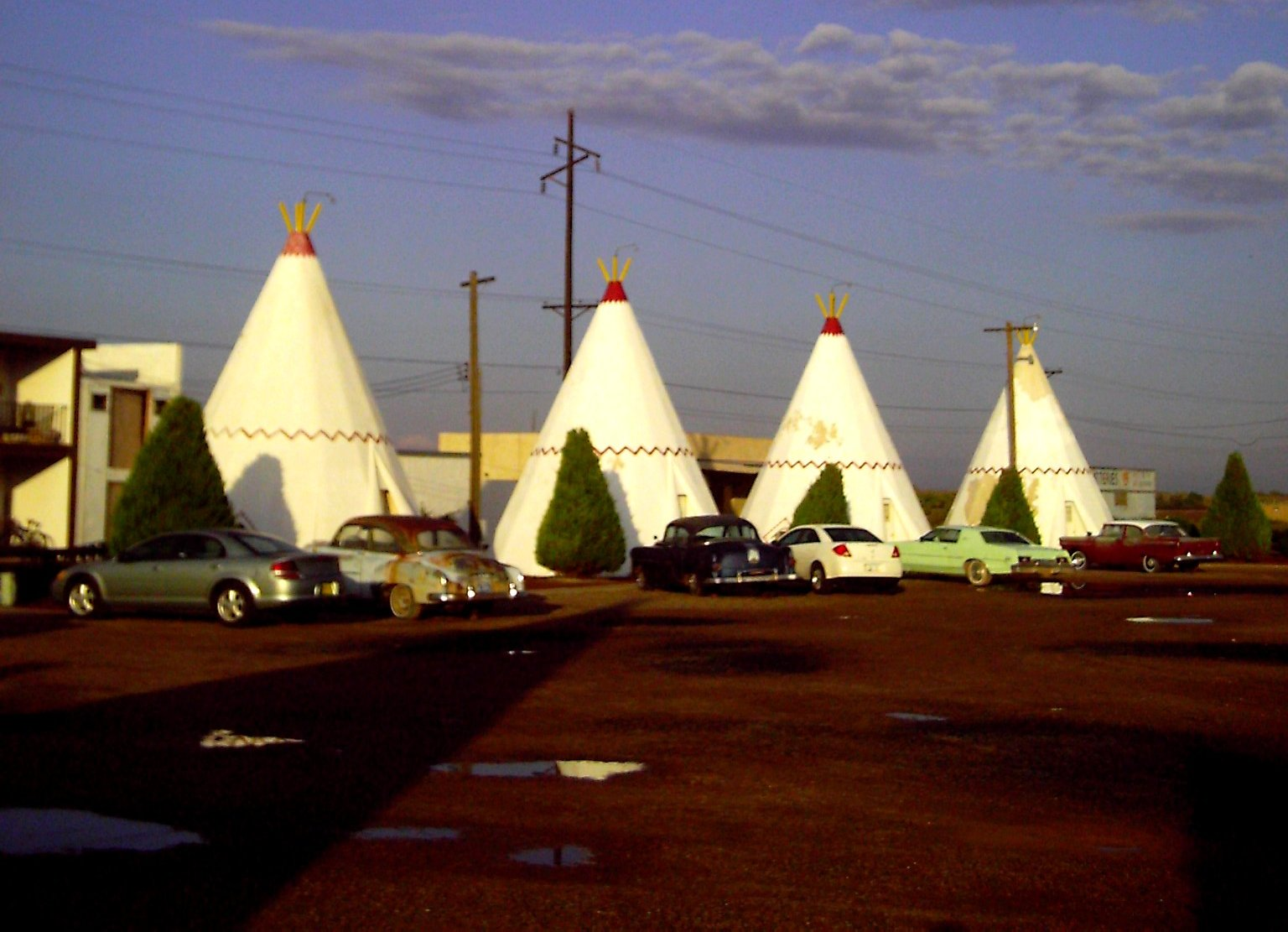
Wigwam Motel en Arizona

Sally conduce a McQueen en un tranquilo viaje en coche por pintorescas pero serpentinas carreteras de montaña a través de Tailfin Pass hasta el vacant Wheel Well Motel, una pista de motor abandonada y estación de servicio cerca de un mirador panorámico con una amplia vista panorámica de Ornament Valley, Radiator Springs y toda la región circundante (incluyendo US 66 e I-40). Los paisajes circundantes se asemejan fuertemente a lugares de interés de Arizona, como Havasu Falls, cerca del parque nacional del Gran Cañón o Monument Valley. También parece ser capaz de hablar italiano al menos cuando a veces habla con Guido.
Ella explica la historia de la ciudad con un flashback nostálgico, describiendo el ajetreado apogeo de la Ruta 66 de dos carriles y la construcción de la I-40 paralela pero desconectada de seis carriles; el hecho de que no se conectaría con Radiator Springs era desconocido para los lugareños emocionados, que estaban esperando una nueva afluencia de visitantes. La desaparición de los coches de Main Street en la finalización de la nueva carretera es tan abrupta como la (descrita a los creadores de la película por los empresarios de Arizona Angel y Juan Delgadillo) cuando la I-40 abrió sus puertas en Seligman el 22 de septiembre de 1978. Cuando se completa la Interestatal 40, US 66, Radiador Springs y Ornament Valley se ven a desaparecer simultáneamente de los mapas de carreteras como todo el tráfico de la carretera en 66 desaparece y las empresas locales cierran, sus nombres de negocios se desvanecen en el ladrillo subyacente.
 

Hace cuarenta años, esa Interestatal no existía. En aquel entonces, los autos cruzan el país de una manera completamente diferente. Bueno, el camino no atravesó la tierra como esa Interestatal. Se movía con la tierra, se levantó, cayó, se curvaba. Los coches no conducía en él para hacer un gran tiempo. Condujeron en él para pasar un buen rato.
Sally Carrera

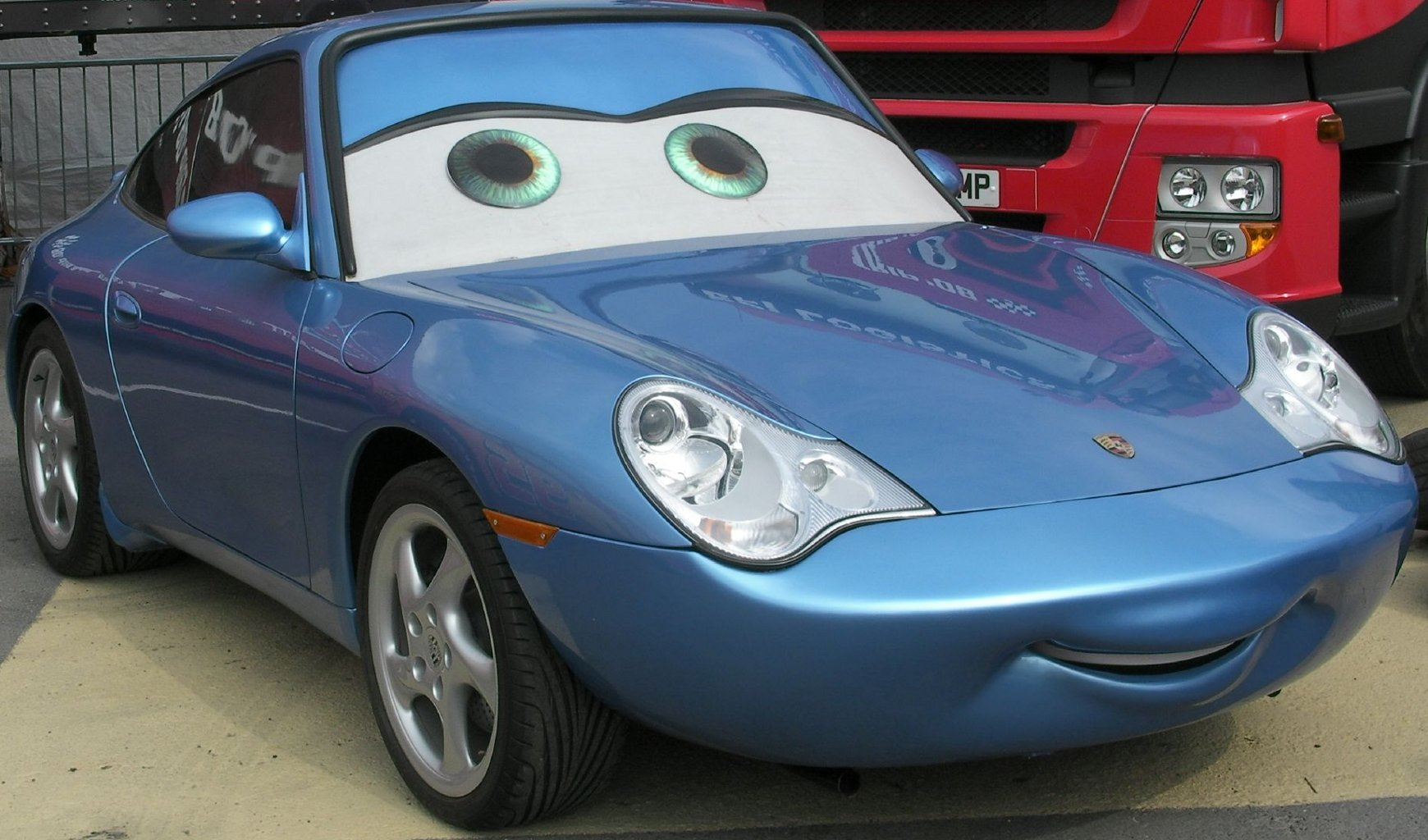
Sally como vehículo personalizado Eddie Paul para Cars tour promocional

Lamentando que "la ciudad fue desviada sólo para ahorrar diez minutos de conducción", a menudo desea haber visto a la comunidad en su apogeo. Sus esfuerzos se dedican a la restauración histórica y la promoción incansable de "Radiador Springs, la gloriosa joya colgada en el collar de la Ruta 66, la carretera madre". La ciudad ha estado sin clientes durante años, a pesar de que no hay servicios en la nueva carretera. Como la tarea de reconstrucción es enorme (el Rock Café, incluido en el Registro Nacional de Lugares Históricos en 2001, representó un esfuerzo de restauración de $60,000) necesita convencer a una población local largamente desmoralizada no sólo de que la ciudad puede ser arreglada, sino también que "somos una ciudad que vale la pena arreglar" y que "algún día, encontraremos una manera de recuperar este lugar en el mapa".
Su objetivo final es conseguir que la antigua y iluminada calle principal de la década de 1950 se reconstruya a su antigua gloria histórica y obtener publicidad muy necesaria para que la ciudad restaure "Radiator Springs" a la señalización de la carretera y la "Ruta Histórica 66" a los mapas de carreteras impresos estándar. Sally sirve como un vehículo para entregar un mensaje que las pequeñas ciudades individuales, los conservacionistas históricos, las asociaciones de la ruta 66, las cámaras de comercio, la ruta 66 empresarios y varios fanes de larga data de la carretera madre han tratado de transmitir durante muchos años desde que los EE.UU. 66 se convirtieron en una carretera desmantelada en 1985, eliminando en gran medida la ruta de los mapas.
Después de que la gran carrera se haya completado, McQueen y Sally reconstruyen y reabren el Wheel Well como un bed and breakfast, restaurando las históricas bombas de combustible de la década de 1930 a su explanada. (Un tercer motel en la zona, el abandonado "Glenn Rio Motel", se muestra brevemente, pero no regresa como motel. También aparece en Cars 3 y asistió a la carrera en la que McQueen tuvo su accidente.